# Krzysztof Powałka
Krzysztof Powałka (ur. 22 września 1985 w Będzinie) – polski malarz, rysownik i witrażysta tworzący w nurcie tzw. psychorealizmu (realizmu psychologicznego), którego jest twórcą

## Życiorys
Absolwent Państwowego Liceum Sztuk Plastycznych w Dąbrowie Górniczej.
W latach 2005–2010 student Akademii Sztuk Pięknych w Katowicach na wydziale Malarstwo w pracowni prof. Zbigniewa Blukacza. W 2010 roku uzyskał stopień magistra sztuki po ukończeniu dyplomu głównego (cykl obrazów malarskich pt: „Muza Opuszczona – Problemy Malarstwa”) w pracowni malarstwa prof. Zbigniewa Blukacza, aneksu (Cykl obrazów pt: „Szczerość – Nagość”) w pracowni rysunku prof. Antoniego Cygana oraz praca magisterska pt: „Współczesna Akademia Sztuk Pięknych w oczach studenta, a malarstwo współczesne” u doktor Doroty Głazek. Artysta-plastyk ze specjalizacją szkło artystyczne (witraż).

## Twórczość
Tworzy malarstwo olejne. Jego głównym obszarem poszukiwań twórczych jest psychologia i psychoanaliza. Swoje obrazy malarskie tworzy w nurcie psychorealizmu, realizmu symbolizmu, romantyzmu i surrealizmu. Człowieka stawia w centrum ideowych i artystycznych rozważań. Jego twórczość nawiązuje do wielkiej tradycji malarstwa olejnego począwszy od Caravaggia poprzez Courbeta, Delacroix do bardziej współczesnych – E.Hoopera, A.Wyetha, Z.Beksińskiego. 
Wybrane dzieła
Razem z ojcem, Janem Powałką, autor projektu „Pomnika katyńskiego” zlokalizowanego w Czeladzi. Wespół z bratem, Michałem Powałką, zrealizował serię 14 obrazów olejnych „Via Crucis” przeznaczonych do kościoła Matki Bożej Łaskawej i św. Wojciecha w Łowiczu. Pomysłodawca i twórca kontrowersyjnego, malarskiego portretu Jezusa, gdzie w roli modela wystąpił Michał Szpak.

## Nagrody i wyróżnienia
- Laureat nagrody miasta Czeladź w dziedzinie kultury i sztuki – 2022[15]
- II miejsce w I kategorii „Oil – Human figure” w The 2017 American Art Awards – 2017[16]
- Zaklasyfikowany do „LI Premi Internacional de Dibuix Ynglada-Guillot”, zorganizowanego przez Królewską Katalońską Akademię Sztuk Pięknych Św. Jerzego – Barcelona – 2013
- Nagroda publiczności zorganizowana przez „Il Premio Proyectos Jovenes 967arte” – Castilla La Mancha, Hiszpania – 2011[17]
- Zaklasyfikowany do 21 edycji OPMM PROMOCJE 2011, zorganizowanego przez Galerię Sztuki w Legnicy – 2011[18]
- Zaklasyfikowany do „Premio Internazionale Tokio”, zorganizowanego przez Centro Diffusione Arte – Palermo, Włochy – 2011
- Stypendium Powiatu Będzińskiego dla Najzdolniejszych Studentów – Będzin – 2009 i 2010
- Nagroda Prezydenta Miasta Dąbrowa Górnicza – za najlepsze wyniki w nauce – Dąbrowa Górnicza – 2003/2004
- Wyróżnienie w Plenerze Rzeźbiarskim – Bydgoszcz – 2004
- Grand Prix w 7 Międzynarodowym Festiwalu Rysowania – Zabrze  – 2004[19]
- III nagroda w XI Ogólnopolskim Konkursie Rzeźby w Myślęcinku – Bydgoszcz – 2003

## Wystawy
Wystawy indywidualne:
- 2024 – Psychorealizm – M. K. Powałka, Galeria Ateneum, Katowice[20].
- 2023 – Mesmeryzm. Magnetyzm sztuki – M. K. Powałka, Galeria Tichauer, Tychy[21].
- 2023 – Malarstwo M. K. J. Powałka, Muzeum Historyczne w Sanoku[22].
- 2023 – Malarstwo M. K. Powałka, GSW Elektrownia, Czeladź[23].
- 2022 – Kradzież słońca, wystawa i prezentacja tomiku poezji, Ames, Hiszpania[24][25].
- 2022 – Via Crucis Powałka, Centrum Praskim Koneser, Warszawa[26].
- 2021 – Malarstwo Krzysztof, Michał, Jan Powałka, Galeria Sztuki “ZAMEK”, Szczecinek[27]
- 2019 – Malarstwo Krzysztof, Michał, Jan Powałka, Galeria Sztuki Współczesnej BCK, Brzeg[28].
- 2018 – Malarstwo Michała i Krzysztofa Powałki, Galeria "Na żywo" Radia Katowice, Katowice.
- 2018 − M. K. Powałka Obrazy, Galeria Sztuki “Wieża Sztuki”, Kielce[29].
- 2018 – Oś Czasu IV, Zespół Klasztorny Ponorbertański, Hebdów.
- 2018 – Oś czasu III, Vivid Gallery, Wrocław[30].
- 2018 – Oś czasu II, Bolesławiecki Ośrodek Kultury-Międzynarodowe Centrum Ceramiki, Bolesławiec[31].
- 2017 – Próba sił, Galeria Sztuki Współczesnej Elektrownia, Czeladź[32].
- 2017 – Oś czasu, Galeria Offycina Art & Design, Warszawa[33].
- 2014 – Nous,Vous, Eux, Galerie Carré Doré, Monte Carlo[34].
- 2013 – Big City Nemesis, Rai Art, Barcelona[35].
- 2013 – Mad World, Galería Miscelanea, Barcelona[36].
- 2012 – Big City Nemesis, Libélula, Barcelona.
- 2012 – Big City Nemesis, Galeria Kredens, Łódź.
- 2010 – Live Painting, Festival Internacional de Dirección Teatral Fantasio, Trydent, Włochy[37].
- 2009 – Mia Mostra, Il Portico, Urbino, Włochy.
- 2009 – Mostra Temporanea, Accademia di Belle Arti, Urbino, Włochy.

Wystawy zbiorowe:
● (2024)
- Człowiek nieoczywisty – Michał Powałka, Krzysztof Powałka, Sylwester Stabryła, Jan Szczepkowski, GSW Elektrownia, Czeladź[38].

● (2022) 
- Magical Dreams VI, Hopfenmuseum, Wolnzach, Niemcy[39].
- Melancholia, Tajemnica, Samotność, Milczenie, Galeria Sztuki Współczesnej Elektrownia, Czeladź[40].
- Magical Dreams VI, Centrum Promocji Kultury w Dzielnicy Praga-Południe, Warszawa[41].
- Dwoistość spojrzenia, Galeria Sztuki Współczesnej Elektrownia, Czeladź[42].
- Magical Dreams VI, Centrum Kultury Browar B, Włocławek[43].
- Dwoistość spojrzenia, Nadbałtyckie Centrum Kultury, Gdańsk[44].
- Kobieta. Współczesne artystki i artyści pamięci Anny Bilińskiej, Muzeum Jacka Malczewskiego, Radom[45].
- Magical Dreams VI, Teatr im. Wandy Siemaszkowej i Rzeszowski Dom Sztuki, Rzeszów[46].

● (2021)
- Exposición Colectiva de Nadal, Os catro gatos, Santiago de Compostela, Hiszpania[47].
- Magical Dreams VI, Dom Galerie, Wiener Neustadt, Austria[48].
- Magical Dreams VI, Bator Art Gallery, Szczyrk.
- Triangulum, Galeria Sztuki Współczesnej Elektrownia, Czeladź[49].

● (2020)
- Triangulum, Klub Pod Kolumnami, Wrocław.
- Percepcja Koła, Centrum Kultury 105 Bałtycka Galeria Sztuki, Koszalin[50].
- Art Revolution Taipei 2020, The Songshan Cultural and Creative Park, Taipei, Taiwan[51].
- Triangulum, Good Time Łódzki Historyczny Kompleks Apartamentowy, Łódź.
- Percepcja Koła, Galeria Sztuki Współczesnej Elektrownia, Czeladź[52].
- Percepcja Koła, Galeria Zamek, Szczecinek[53].
- Grupa Message, Galeria Sztuki Współczesnej Elektrownia, Czeladź[54].
- Percepcja Koła, Nadbałtyckie Centrum Kultury, Gdańsk[55].

● (2019)
- Dualitatem Mundi, Klub Pod Kolumnami, Wrocław[56].
- Secret Art Show – Episode#1, Mediolan[57].
- Grupy Message, Zespołu Szkół Plastycznych, Dąbrowa Górnicza.
- Dualitatem Mundi, GSW Elektrownia, Czeladź[58].

● (2018)
- The Time, Temple of Dreams Museum & Gallery, Warszawa.
- Dotknij mnie, Vivid Gallery, Wrocław[59].
- W Poszukiwaniu Piękna, Muzeum Jacka Malczewskiego, Radom[60].
- Opening day, Vivid Gallery, Wrocław[61].

● (2017)
- Metamorfoza, Galeria Miejska, Wrocław[62].
- Metamorfoza, Galeria Sztuki Współczesnej, Kołobrzeg[63].
- Przenikania, Galeria Offycina Art & Design, Warszawa[64].
- Metamorfoza, Galeria ZSP im. Józefa Brandta, Radom.
- Metamorfoza, Centrum Kultury Browar, Galeria Suszarnia, Włocławek[65].
- Metamorfoza, Nadbałtyckie Centrum Kultury, Gdansk[66].

● (2015)
- Des-figuraciones, Background Store & Gallery, Barcelona.

● (2014)
- Na przełomie, SDK Odeon, Czeladź[67].

● (2013)
- Seleccionados en el LI Premi Internacional de Dibuix Ynglada-Guillot (Reial Academia Catalana de Belles Arts de Sant Jordi), Espai VolArt – Fundació Vila Casas, Barcelona.

● (2012)
- Exposición colectiva fin de temporada, Galería d’Art Mar, Barcelona.

● (2011)
- Collettiva di apertura 2012, Galleria d’arte Elle, Treviso, Włochy.
- La Donna nella Bibbia, Galleria La Pigna - Palazzo Maffei Marescott(inne języki)i, Rzym.
- VI Certamen de Minicuadros Muz-Martínez, Galería de Arte San Vicente, Alicante[68].
- Graffi, Studio Iroko, Mediolan.
- Petit format, Galería d’Art Mar, Barcelona[69].
- Promocje 2011, Galería sztuki w Legnicy, Legnica[70].
- 2011: Il ritorno del nucleare, Galleria La Pigna - Palazzo Maffei Marescotti, Rzym.[71]
- Exposición colectiva fin de temporada, Galería d’Art Terra Ferma, Lleida, Hiszpania[72].
- Exposición colectiva fin de temporada, Galería d’Art Mar, Barcelona[73].

● (2010)
- Dyplomy 2010, Galería Rondo Sztuki, Katowice[74].
- Obrazy Pod Napięciem, Galeria Sztuki Współczesnej Elektrownia, Czeladź[75].
- Mostra collettiva, Ufficio Anagrafe, Massafra, Włochy.

● (2009)
- Pomiędzy, Galería Odeon, Czeladź.
- Kaleidoscopio, Palazzo Ducale, Urbino, Włochy,